# Conservă
Conservele sunt produse alimentare din materie primă vegetală sau animală obținute prin conservare, închise ermetic în borcane de sticlă sau în cutii de tablă. Există conserve de fructe, legume, de carne, de pește și combinate. Conservele pot fi naturale sau preparate prin metode culinare. Primele se produc dintr-o materie primă unitară (carne sau pește în suc propriu, mazăre verde etc) și servesc, de obicei, drept semifabricate culinare. Cele preparate prin metode culinare se gătesc folosind mai multe feluri de materie primă și sunt consumate fără prelucrare suplimentară (pește în sos, pateu etc.).

## Vezi și
- Conservarea alimentelor

## Sursă
- Enciclopedia sovietică moldovenească, Chișinău, 1972, vol. 3, p. 399